# Критенко, Юрий Григорьевич
Юрий Григорьевич Критенко (4 июля 1938, Киев — 4 декабря 1997, там же) — советский, украинский актёр театра и кино, заслуженный артист Украинской ССР, лауреат премии комсомола УССР, лауреат Национальной премии ГДР (Nationalpreis der DDR).

## Биография
Юрий Григорьевич родился в Киеве на Трухановом острове (районе столицы советской Украины, который был уничтожен во время Второй мировой войны при отступлении фашистских оккупантов осенью 1943 года).
С детства снимался на киностудии имени Довженко — в картинах «Тарас Шевченко» (1951), «Неразлучные друзья» (1953), «Педагогическая поэма» (1955).
Окончил Киевский институт театрального искусства имени И. Карпенко-Карого в мастерской Марьяна Крушельницкого.
Работал в Киевском ТЮЗе, в Украинском драматическом театре имени И. Франко, был актёром Театра киноактера Киевской киностудии имени А. Довженко.
Был членом Союза кинематографистов УССР и Национального союза кинематографистов Украины.
Похоронен на Лесном кладбище в Киеве.

### Семья
- Жена — Лидия Андреевна Гаевая, хореограф и артистка балета Театра им. Ивана Франко
  - Сын — Андрей Юрьевич Критенко, украинско-немецкий режиссёр, драматург
  - Сын — Юрий Юрьевич Критенко, украинский актёр и телеведущий

## Фильмография
1. 1951 — Тарас Шевченко — мальчуган-поводырь, эпизод (нет в титрах)
2. 1953 — Неразлучные друзья — Юра Шевчук по прозвищу Боцман
3. 1955 — Педагогическая поэма — Вожатый (нет в титрах)
4. 1959 — Это было весной
5. 1962 — Среди добрых людей — Василий Свиридович Тихонюк, старший пионервожатый
6. 1970 — Два дня чудес — Александр Ефимович, главный врач
7. 1975 — Побег из дворца — Григорий Сергеевич, физик
8. 1976 — Такая она, игра — Леопольд Григорьевич, администратор футбольного клуба «Искра»
9. 1977 — Тачанка с юга
10. 1978 — Вижу цель — Владимир Николаевич Сурков, капитан, прораб
11. 1979 — Пробивной человек — автослесарь
12. 1980 — Странный отпуск — Евгений Анатольевич
13. 1981 — Будем ждать, возвращайся — Сычёв
14. 1982 — Житие святых сестёр — Еремей
15. 1982 — Нежность к ревущему зверю — Иосиф Антонович Углин
16. 1984 — За ночью день идёт — староста Нежина
17. 1985 — Кармелюк — Яким, кузнец
18. 1985 — Контрудар — Никифор Тимофеевич Кальченко
19. 1985 — Прыжок
20. 1986 — Нас водила молодость…
21. 1986 — Золотой гвоздь (мультипликационный) — читал текст
22. 1986 — Последняя электричка (короткометражный) — дядя Степан
23. 1986 — Рядом с вами — директор школы
24. 1987 — Ваш специальный корреспондент — член редколлегии
25. 1987 — Раненые камни — ротмистр
26. 1988 — Дорога в ад — сообщник Марты
27. 1988 — Как мужчины о женщинах говорили (короткометражный) — дядька Михаил
28. 1988 — Штормовое предупреждение — Юрий Юрьевич, начальник управления торговли
29. 1990 — Допинг для ангелов — эпизод
30. 1991 — Грех — пан Шпарчук
31. 1991 — Цена головы
32. 1992 — Выстрел в гробу — работник органов
33. 1992 — Мелодрама с покушением на убийство
34. 1992 — Сердца трёх — мистер Беском, поверенный Френсиса
35. 1993 — Золото партии — главврач клиники
36. 1993 — Преступление со многими неизвестными — Ковнацкий, судья
37. 1994 — Долой стыд! — начальник, любитель молодых девушек
38. 1995 — Гелли и Нок — капитан парохода
39. 1995 — Остров любви — Николай Севастьянович Потапенко, профессор-биолог